# Hästasjön (Härja socken, Västergötland)
Hästasjön är en sjö i Tidaholms kommun i Västergötland och ingår i Motala ströms huvudavrinningsområde.